# Huhtijärvi (sjö i Mäntyharju, Södra Savolax)
Huhtijärvi är en sjö i kommunen Mäntyharju i landskapet Södra Savolax i Finland. Arean är 40 hektar och strandlinjen är 3,05 kilometer lång. Sjön  ingår i Vuoksens huvudavrinningsområde.   Den ligger omkring 56 kilometer söder om S:t Michel och omkring 170 kilometer nordöst om Helsingfors. 